# Балушка Людмила Миронівна
Людми́ла Миро́нівна Балу́шка (нар. 27 липня 1985, Львів) — українська борчиня вільного стилю, бронзова призерка чемпіонату світу, чемпіонка Європи, переможниця Кубку світу. Заслужений майстер спорту України з вільної боротьби. Найкраща борчиня України 2009 року за рішенням Асоціації спортивної боротьби України.

## Життєпис
Боротьбою почала займатися з 1999 року. Перший та нинішній тренер  — Заслужений тренер України Андрій Пістун. 2004 р. закінчила Львівське державне училище фізичної культури, 2008 р. — Львівський державний університет внутрішніх справ (спеціальність — юрист-правознавець), 2012 р. — Львівський державний університет фізичної культури. Аспірантка Львівського державного університету фізичної культури з 2012 року. Одружена.

## Спортивні результати на міжнародних змаганнях

### Виступи на Чемпіонатах світу
| Змагання                        | Збірна  | Вагова категорія          | Місце  |
| ------------------------------- | ------- | ------------------------- | ------ |
| Чемпіонат світу з боротьби 2009 | Україна | жіноча боротьба, до 48 кг | Бронза |

У півфіналі чемпіонату світу-2009 Людмила Балушка поступилася львів'янці Марії Стадник, що представляла Азербайджан та стала чемпіонкою цього чемпіонату.

## Виступи на Чемпіонатах Європи
| Змагання                         | Збірна  | Вагова категорія          | Місце  |
| -------------------------------- | ------- | ------------------------- | ------ |
| Чемпіонат Європи з боротьби 2005 | Україна | жіноча боротьба, до 48 кг | 5      |
| Чемпіонат Європи з боротьби 2010 | Україна | жіноча боротьба, до 48 кг | 8      |
| Чемпіонат Європи з боротьби 2012 | Україна | жіноча боротьба, до 48 кг | Золото |

### Виступи на Кубках світу
| Змагання                    | Збірна  | Вагова категорія          | Місце  |
| --------------------------- | ------- | ------------------------- | ------ |
| Кубок світу з боротьби 2006 | Україна | жіноча боротьба, до 48 кг | 5      |
| Кубок світу з боротьби 2009 | Україна | жіноча боротьба, до 48 кг | Золото |

### Виступи на інших змаганнях
| Змагання                                           | Збірна  | Вагова категорія          | Місце  |
| -------------------------------------------------- | ------- | ------------------------- | ------ |
| Київський Міжнародний турнір з боротьби 2011       | Україна | жіноча боротьба, до 48 кг | 5      |
| Київський Міжнародний турнір з боротьби 2012       | Україна | жіноча боротьба, до 48 кг | Бронза |
| Гран-прі «Харі Рам» 2012                           | Україна | жіноча боротьба, до 48 кг | Бронза |
| Відкритий чемпіонат Польщі з вільної боротьби 2012 | Україна | жіноча боротьба, до 51 кг | Бронза |
| Турнір Дана Колова — Николи Петрова 2014           | Україна | жіноча боротьба, до 48 кг | 5      |

### Виступи на змаганнях молодших вікових груп
| Змагання                                       | Збірна  | Вагова категорія          | Місце  |
| ---------------------------------------------- | ------- | ------------------------- | ------ |
| Чемпіонат Європи з боротьби серед кадетів 2000 | Україна | жіноча боротьба, до 38 кг | 4      |
| Чемпіонат Європи з боротьби серед кадетів 2001 | Україна | жіноча боротьба, до 40 кг | Бронза |
| Чемпіонат Європи з боротьби серед юніорів 2002 | Україна | жіноча боротьба, до 43 кг | Золото |
| Чемпіонат світу з боротьби серед юніорів 2003  | Україна | жіноча боротьба, до 44 кг | Золото |
| Чемпіонат світу з боротьби серед юніорів 2005  | Україна | жіноча боротьба, до 48 кг | Бронза |